# Waminoa
Waminoa ist eine Gattung mariner, tropischer und subtropischer Acoela in der Familie der Convolutidae. Der Gattungsname Waminoa ist ein Wort aus der Sprache der Aborigines, bedeutet Begleiter und bezieht sich auf das Vorkommen dieser Acoela auf Korallen.

## Beschreibung
Leigh Winsor beschrieb die Gattung, damals noch in der Familie Haploposthiidae, als von scheibenförmiger bis verkehrtherzförmiger Gestalt. Die Farbe resultiert aus Pigmenten und den symbiontischen Algen, die sie beherbergen, oft sind es gleichzeitig zwei Arten von Algen. Das Gehirn liegt eingesunken unter der Epidermis, die Mundöffnung an der Körperunterseite im vorderen Körperdrittel. Rhabditen sind vorhanden, Eierstöcke und Hoden sind paarig. Bursa mit paarigen, an der Seite liegende Bursalkanälen. Eine subterminale männliche Genitalpore ist vorhanden. Das männliche Atrium ist bewimpert. Nach Winsor fehlen Statocysten mit Statolithen und Augen, allerdings sind diese gemäß der Gattungskorrektur von Ogunlana et al. bei immaturen Tieren vorhanden. Frontaldrüsen, weibliche Genitalporen und Penis fehlen.

## Lebensweise
Waminoa leben als Epibionten auf der Oberfläche von Korallen. Sie ernähren sich nicht ausschließlich über ihre Symbiosealgen, sondern auch von Schleim, den die Wirtskorallen abgeben. Korallengewebe scheinen sie nicht aufzunehmen. Wenn sie in hoher Dichte auf Korallen vorkommen, können sie die Symbionten des Wirtes durch Abschattung verringern. Waminoa werden auch als epibiontische Parasiten angesehen, da sie das Wachstum und die Gesundheit der Korallen beeinträchtigen können. Neben den negativen Effekten durch Abschattung und Aufnahme von Schleim stehen sie in Konkurrenz mit der Wirtskoralle um Zooplankton als Beute und übernehmen bereits von der Koralle erbeutetes Zooplankton (Kleptoparasitismus).

## Systematik
Winsor erstellte die Gattung in der Familie Haploposthiidae, das relativ einfache Kopulationsorgan der neuen Gattung und seine Lage waren charakteristisch für diese Familie. Zu den Arten der Gattung Haplodiscus sah er eine gewisse Ähnlichkeit. Die relative große Körperlänge, die symbiontischen Algen und das Paar Augenflecken von Waminoa und Haplodiscus passen jedoch zu den Arten der Familie Convolutidae. Neben der Reduktion des röhrenförmigen, muskulösen Penis zu einem winzigen Kopulationsorgan weisen auch 18S rRNA Sequenzdaten auf eine Zugehörigkeit zur Familie Convolutidae hin, so dass Ogunlana et al. 2005 die Gattung Waminoa in die Familie Convolutidae übertrugen.
Von Waminoa sind zwei Arten beschrieben:
- Waminoa brickneri Ogunlana, Hooge, Tekle, Benayahu, Barneah & Tyler, 2005
- Waminoa litus Winsor, 1990 (Typusart)[3]